# Montigny-en-Arrouaise

Montigny-en-Arrouaise este o comună în departamentul Aisne din nordul Franței. În 1 ianuarie 2022 avea o populație de 317 de locuitori.